# Aonidia spatulata
Aonidia spatulata är en insektsart som beskrevs av Green 1900. Aonidia spatulata ingår i släktet Aonidia och familjen pansarsköldlöss.
Artens utbredningsområde är Sri Lanka. Inga underarter finns listade i Catalogue of Life.